# کمرا اوبسکیورا
کَمِرا اوبسکیورا (انگلیسی: Camera Obscura) یک ژورنال دانشگاهی داوری همتا فمینیسم است که در زمینه فرهنگی و مطالعات رسانه‌ای فعالیت می‌کند و توسط انتشارات دانشگاه دوک هر سه‌سال یک بار منتشر می‌شود. این ژورنال در سال ۱۹۷۶ برای اولین بار توسط چهار دانشجوی دانش‌آموخته از دانشگاه کالیفرنیا، برکلی چاپ شده‌است.